# Joseph Bilé

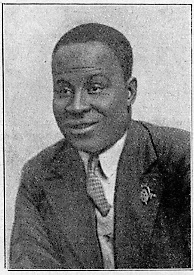
„Genosse Joseph Bilé“ in einer Ausgabe des The Negro Worker (1932)

Joseph Ekwe Bilé, Deckname Charles Morris, (* 13. Dezember 1892 in Douala; † 1959 ebenda) war ein kamerunischer Bauingenieur, Kommunist, Panafrikanist und Mitbegründer der deutschen Sektion der Liga zur Verteidigung der Negerrasse (LzVN).

## Leben

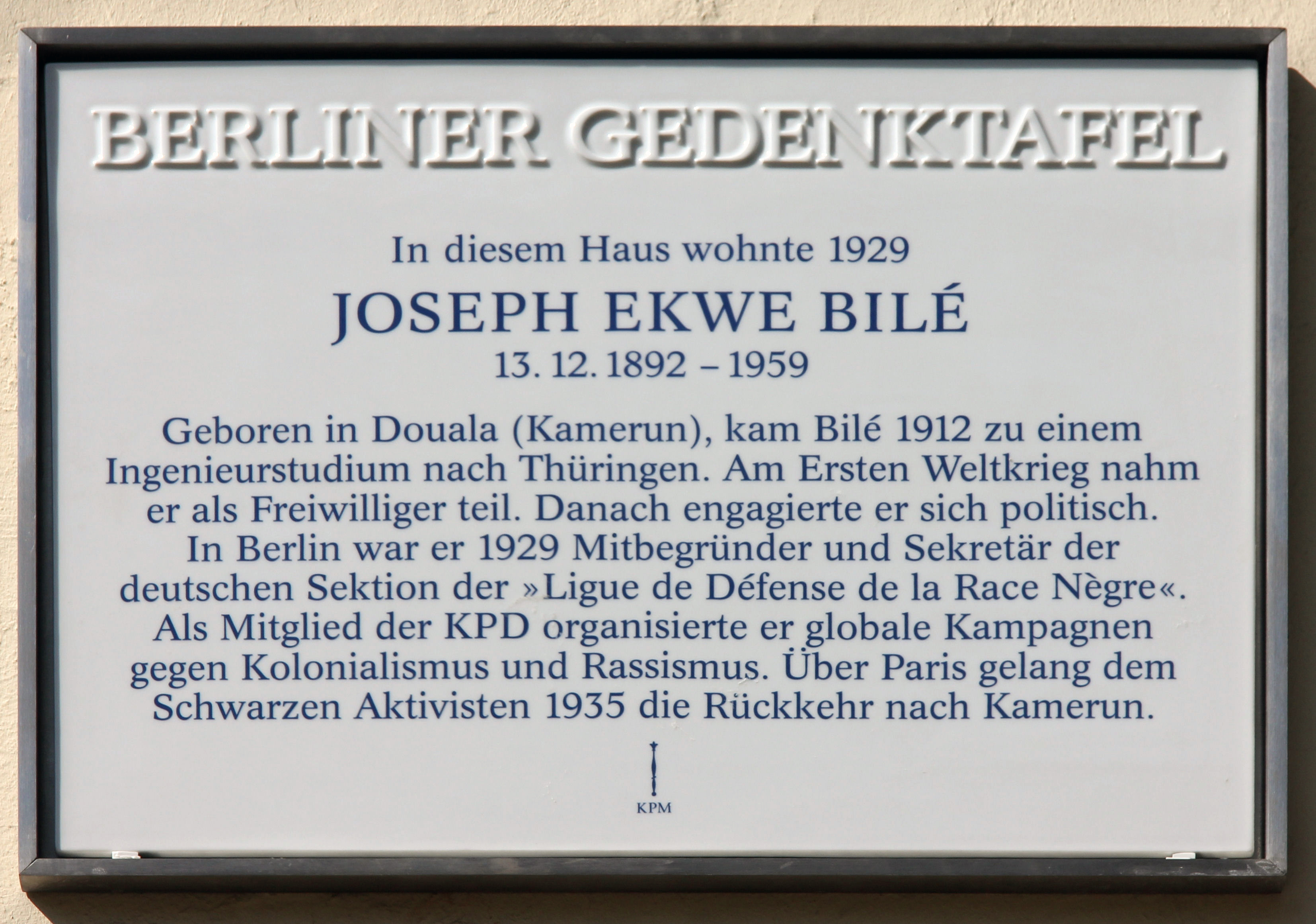
Gedenktafel für Joseph Bilé am Haus Bülowstraße 39 im Berliner Ortsteil Schöneberg

Bilé war der Sohn des Händlers James Bilé a M'bule und Georgette Eyango und kam mit seinen Geschwistern Robert Ebolo und Esther Silke aus Kamerun ins Deutsche Reich. Von 1912 bis 1914 besuchte er das Technische Gymnasium Hildburghausen und schloss seine Ausbildung als Bauingenieur ab. Anschließende Arbeitsplatzwechsel führten ihn nach Ostpreußen, Berlin und Wien.
Bilé wurde Mitglied des 1918 von Alfred Bell und Mpundu Akwa gegründeten Afrikanischen Hilfsvereins und Mitzeichner einer von Martin Dibobe aufgesetzten Petition an die Weimarer Nationalversammlung zur Neuverhandlung der nachkolonialen deutsch-kamerunischen Beziehungen – Forderungen, die Reichstagsmitglied Hermann Molkenbuhr aufgriff. 1929 hielt Bilé eine der Eröffnungsreden einer Demonstration des Sozialistischen Schülerbundes auf dem Alexanderplatz und wurde Mitgründer der Liga zur Verteidigung der Negerrasse (LzVN), einem Ableger der französischen Schwesterorganisation Ligue de défense de la race nègre.
1930 reiste er mit einer Delegation zum fünften Kongress der Roten Gewerkschaftsinternationalen nach Moskau. Zurück in Berlin besuchte er Kurse an der Deutschen Hochschule für Politik und der Marxistischen Arbeiterschule. Ende des Jahres trat er der KPD bei. Bei einer zweiten Reise nach Moskau besuchte er 1932 die Kaderschule Kommunistische Universität der Werktätigen. Die 18 Monate lange Ausbildung bei Jomo Kenyatta sollte ihn auf politischen Aktivismus in Afrika vorbereiten.
Aufgrund der währenddessen erfolgten Machtübergabe an die Nationalsozialisten reiste Bilé im Februar 1934 nach Paris und bewarb sich dort als Mitglied der Kommunistischen Partei Frankreichs. 1935 wurde es ihm erlaubt, nach Kamerun zurückzukehren, wo er in Douala als Architekt arbeitete und eine Familie gründete. Zudem war er Vater einer in Deutschland geborenen Tochter.

## Werk

### Schauspielerische Tätigkeit
Während seiner Zeit in Wien trat Bilé als Revue-Darsteller und Tänzer mit Josephine Baker im Apollo-Theater und in Berlin mit Paul Robeson im Deutschen Künstlertheater auf. Bilés Vertrauter und LzVN-Mitglied Louis Brody führte im Dezember 1930 in Kliems Festsälen an der Hasenheide das kolonialismuskritische Theaterstück Sonnenaufgang im Morgenland auf, über das der nationalsozialistische Völkische Beobachter einen Verriss veröffentlichte.

### Politisches Engagement
Die von ihm mitgegründete Liga zur Verteidigung der Negerrasse verfügte über etwa 30 Mitglieder beider Geschlechter und unterhielt zeitweilig ein Büro in den Räumlichkeiten von Willi Münzenbergs Liga gegen Imperialismus in der Berliner Friedrichstraße 24 und der Wilhelmstraße 48. Neben der Rolle einer KPD-nahen Vorfeldorganisation wird der LzVN eine von Bilé maßgeblich mitgeprägte eigenständige Positionierung zugeschrieben. Als solche agitierten ihre Mitglieder im Sinne des Internationalismus' und afrikanischer Unabhängigkeitsbestrebungen, warben schwarze Mitglieder für Gewerkschaften und bauten Strukturen zur Selbsthilfe auf.
Bilé  wirkte am ersten „Kongress der Negerarbeiter“ des International Trade Union Comitee of Negro Workers (ITUCNW) mit.
Gemeinsam mit George Padmore engagierte er sich als Redner in der durch die Komintern initiierte Scottsboro-Kampagne und klagte öffentlich die rassistische Brutalität der westeuropäischen Kolonialmächte sowie die Lynchjustiz in den Vereinigten Staaten an. Auch während seiner ideologischen Schulung in Moskau kritisierte er 1933 in der Sowjetunion verbreitete rassistische Stereotype.

## Rezeption
Das Amateurschauspiel Theater X in Berlin-Moabit führte 2019 das Stück „Kabarette die Welt. Die Trilogie“ auf, in dem auch Joseph Bilé auftritt.